# Glyn Simon
William Glyn Hughes Simon (Swansea, 14 aprile 1903 – Taunton, 14 giugno 1972) è stato un arcivescovo anglicano britannico, importante difensore della lingua gallese.
Glyn Simon fu vescovo di Swansea e Brecon (1953-1958), laureato (lingue antiche e teologia) all'Università di Oxford (Jesus College), vescovo di Llandaff (1957-1971) e arcivescovo del Galles (1968-1971).
Glyn Simon fu anche promotore del restauro della cattedrale di Llandaff dopo la distruzione della seconda guerra mondiale (scultura di Epstein). Partecipò inoltre alla discussione fra cattolici e anglicani a Gazzada (1967).